# Erie Railroad
L'Erie Railroad (sigle AAR: ERIE) était un chemin de fer américain de classe I qui opérait dans l'État de New York, le New Jersey, la Pennsylvanie, l'Ohio, l'Indiana et l'Illinois. À son origine, il reliait New York City au Lac Érié. Sa ligne principale eut une réelle influence dans le développement économique du Southern Tier (région sud de l'état de New York regroupant les Comtés située à l'ouest des montagnes Catskill et longeant la frontière avec la Pennsylvanie), incluant des villes comme Binghamton et Elmira.
Bien que l'Erie connût des hauts et des bas dans ses finances, il fut très profitable durant l'âge d'or des chemins de fer américains, ce qui lui permit de s'étendre vers l'ouest jusque dans l'Ohio pour relier Cleveland, Cincinnati et Chicago.
En 1960, l'Erie fusionna avec le Delaware, Lackawanna and Western Railroad pour former l'Erie Lackawanna Railway, avant d'être intégré à Conrail en 1976.

## Histoire

### Le New York and Erie Rail Road: 1832-1861
Le New York and Erie Rail Road fut créé le 24 avril 1832 pour relier Piermont sur le fleuve Hudson (au nord de New York City) à Dunkirk sur le Lac Érié à l'ouest. Le 16 février 1841, il fut autorisé à passer sur la rive ouest du fleuve Delaware et à circuler sur la partie nord-est de la Pennsylvanie. La construction débuta en 1836, et il ouvrit entre Piermont et Goshen le 23 septembre 1841. Après des problèmes financiers, la construction reprit en août 1846, et la section vers Port Jervis ouvrit le 7 janvier 1848. Binghamton fut rejoint le 27 décembre 1848, Owego le 1er janvier 1849, et Dunkirk le 19 mai 1851. À Dunkirk des bateaux à vapeur traversaient le Lac Érié jusqu'à Detroit. La ligne fut construite en écartement large (1 829 mm) afin d'éviter que le trafic ne partît sur d'autres lignes concurrentes. 
En 1848 fut construit le Starrucca Viaduct, un pont en maçonnerie sur le ruisseau Starrucca à Lanesboro, Pennsylvania. Il mesurait 317 m de long, 30 m de haut et 8 m de large au sommet. Il est le plus vieux pont en maçonnerie de Pennsylvanie à être toujours en service de nos jours.
La compagnie fut autorisée le 8 avril 1845 à construire le Newburgh Branch, qui reliait la ligne principale au niveau de Harriman à Newburgh sur le fleuve Hudson (situé vers le nord nord-est). L'embranchement ouvrit le 8 janvier 1850. Il fut ensuite utilisé pour se connecter au New York and New England Railroad via une barge qui permettait de traverser le fleuve jusqu'à Beacon, NY.
Le Paterson and Ramapo Railroad et l'Union Railroad ouvrirent en 1848, permettant une connexion entre l'Erie au niveau de Suffern (Ramapo) et les villes de Jersey City et New York City. À partir de 1851, le changement de wagons s'effectuait à Ramapo à cause des écartements différents. En 1852, l'Erie loua ces 2 compagnies ainsi que le Paterson and Hudson River Railroad. Avec la pose d'un troisième rail, l'Erie put circuler sur le New Jersey Rail Road pour atteindre la gare terminus de Jersey City en novembre 1853. 
Le 26 avril 1852, le Buffalo and Rochester Railroad, filiale du New York Central Railroad, ouvrit une nouvelle ligne plus directe entre Buffalo et Batavia. L'ancienne portion Buffalo-Attica fut vendue le 1er novembre 1852, à une filiale de l'Erie, le Buffalo and New York City Railroad, issu de la réorganisation de l'Attica and Hornellsville Railroad; sa voie fut convertie à l'écartement large. L'extension d'Attica vers Hornellsville dans le sud-est, ouverte le 17 novembre 1852, permit à l'Erie un accès vers Buffalo qui représentait un meilleur terminus que Dunkirk. 
L'Erie commença à exploiter en 1850 le Chemung Railroad qui reliait Horseheads à Watkins au nord. Le Canandaigua and Elmira Railroad ouvrit en 1851, et constituait une extension vers le nord entre Watkins et Canandaigua; il fut exploité par l'Erie jusqu'en 1853. Puis l'Erie sous-loua le Chemung Railroad au Canandaigua and Elmira (C&E). Mais le C&E fit banqueroute en 1857 et fut réorganisé en 1859 sous le nom de Elmira, Canandaigua and Niagara Falls Railroad et fut à nouveau loué par l'Erie. Le Chemung Railroad retourna à l'Erie en 1858 lors de la banqueroute. 
Le Canandaigua and Niagara Falls Railroad prolongea sa ligne entre Canandaigua et North Tonawanda, avec des droits de circulation sur le Buffalo and Niagara Falls Railroad lui permettant de joindre Niagara Falls, NY et le pont suspendu de Niagara Falls conduisant en Ontario. Le Canandaigua and Niagara Falls fut loué par le Canandaigua and Elmira depuis son ouverture en 1853 et jusqu'en 1858, date de sa faillite; il fut réorganisé en Niagara Bridge and Canandaigua Railroad, mais fut loué cette fois par le tout récent New York Central Railroad (créé en 1853), qui le mis à l'écartement standard afin de bloquer l'Erie.
L'Erie se dirigea au sud, vers les gisements de charbon des Comtés d'Elk, de Jefferson et de Clearfield, situés en Pennsylvanie pour assurer l'approvisionnement énergétique de ses locomotives. Pour assurer cette manœuvre, le New York and Erie parraina, le 26 février 1859, la fusion de 2 anciens chemins de fer pour former le Buffalo, Bradford and Pittsburgh Railroad. Il circulait sur 41,5 km entre Bradford (Pennsylvania) et Carrolltown, NY. Le 1er janvier 1866, la ligne arrivait Gilesville où se trouvait la mine de schiste bitumineux. 

### Erie Railway: 1861-1875
En août 1859, l'Erie, emporté par le coût de ses lignes fut la première « major line » en banqueroute. Le 25 juin 1861, il fut réorganisé en Erie Railway. 
En 1863, l'Erie loua le Buffalo, New York and Erie Railroad ainsi que sa filiale Rochester and Genesee Valley Railroad, lesquels furent exploités conjointement avec le Northern Central Railway, filiale du Pennsylvania Railroad. À la suite de la première faillite de l'Erie, le Buffalo, New York and Erie Railroad, avait pu racheter le Buffalo and New York City Railroad en 1857, ce qui lui permettait de relier Buffalo à Corning via Attica. Le Rochester and Genesee Valley Railroad se détachait de la ligne principale à Avon pour relier Rochester au nord. Une ligne commune fut créée entre Philadelphie et Buffalo. À cette époque le Northern Central louait l'Elmira and Williamsport Railroad, réalisant la liaison d'Elmira à Philadelphie au sud. Après des disputes dues aux différences d'écartement, l'Erie et le Northern Central mirent un terme à leur coopération en 1866. L'Elmira, Jefferson and Canandaigua Railroad (et le Chemung Railroad) fut transféré au Northern Central, qui dut poser un troisième rail pour pouvoir y faire circuler ses trains. 
Pour retrouver son accès au pont suspendu des chutes du Niagara, l'Erie s'empara du Suspension Bridge and Erie Junction Railroad, créé en 1868. La ligne, ouverte en 1871, reliait Buffalo à Tonawanda, puis longeait le Buffalo and Niagara Falls Railroad (du New York Central Railroad) jusqu'au pont. L'Erie International Railway, créé en 1872 et ouvert en 1872, permettait un embranchement vers l'International Railway Bridge, tandis que le Lockport and Buffalo Railway, créé en 1871 et ouvert en 1879, permettait de relier Lockport. 
Quatre financiers bien connus luttèrent pour prendre le contrôle de l'Erie durant les années 1850 aux années 1860: Daniel Drew, James Fisk, Jay Gould et Cornelius Vanderbilt. Gould finit par triompher, mais à la suite de son implication dans le scandale Fisk-Gould, spectaculaire effondrement du cours de l'or en 1869 (Black Friday), il fut contraint par l'opinion publique de renoncer au contrôle de l'Erie en 1872.
En 1869, l'Erié transféra ses ateliers principaux de Dunkirk à Buffalo. Plutôt que de les détruire, ils furent loués à Horatio G. Brooks, ancien ingénieur en chef du New York and Erie. Il créa la Brooks Locomotive Works, qui resta indépendante jusqu'en 1901. À cette date, il fut fusionné avec 7 autres manufactures de locomotives pour créer Alco. Alco continua la construction de locomotives dans ces ateliers jusqu'en 1934; puis l'usine finit par fermer totalement en 1962.

### New York, Lake Erie and Western Railway: 1875-1895
L'Erie, toujours sans bénéfices, fit banqueroute et fut vendu en 1875 pour devenir le New York, Lake Erie and Western Railway. 
Le New York, Lake Erie and Western Coal and Railroad Company prolongea la ligne vers le sud jusqu'à Johnsonburg, Pennsylvanie en 1881-1882, sur une distance de 47,5 km. Cette section engloba le Pont de Kinzua . Construit en fer en 1882, il mesurait 92 m de haut pour 625 m de long. Jusqu'en 1885, il fut le plus haut pont des États-Unis. En 1900 il fut reconstruit en acier, et fut en service jusqu'en 2002. En 2003 un ouragan le détruisit en partie. Il fit partie des 4 plus hauts ponts des États-Unis.
Alors que l'Erie s'étendait dans l'ouest de l'État de New York, il loua en 1883, le New York, Pennsylvania and Ohio Railroad, dont la ligne partait de Salamanca vers l'ouest. Finalement, le réseau de l'Erie finit par s'étendre vers l'ouest jusqu'à/aussi loin que Chicago.
En 1886, l'Erié et le Reading Railroad partageaient leurs services de Ferry entre leurs 2 terminaux de Jersey City et Fulton Ferry à Brooklyn, New York, avec 11 rotations du lundi au samedi et 4 le dimanche. 
En 1893, il fit à nouveau banqueroute et fut réorganisé en Erie Railroad en 1895.

### Erie Railroad: 1895-1960

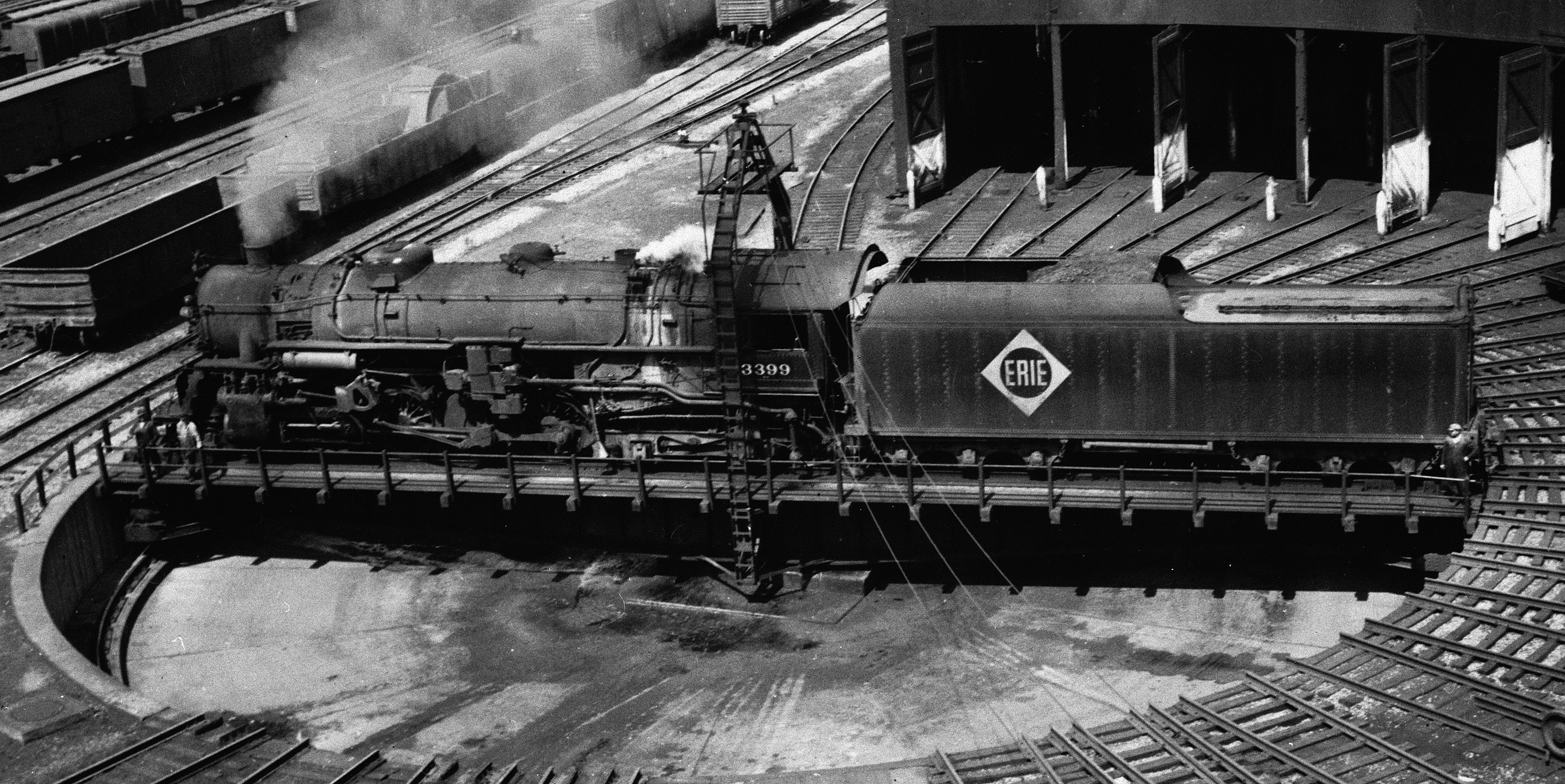
Une Berkshire de l'Erie au dépôt de Salamanca en 1947.

En 1897, des droits de passages furent obtenus sur le Pennsylvania Railroad, entre Johnsonburg et Brockway (devenu Brockwayville, Pennsylvanie), sur une distance de 44,4 km. 
Le 1er mai 1907, l'Erie obtenait de nouveaux droits de passages sur le Buffalo Rochester and Pittsburgh entre Clarion au nord de Johnsonburg, et Eleanora Junction (devenu Cramer) dans le Comté de Jefferson, Pennsylvanie. La distance parcourue était de 81 km . 
George W. Perkins amena Frederick D. Underwood à la tête de l'Erie Railroad en 1910. Durant la grève de 1913 sur la partie est du réseau, Underwood décida d'accepter les décisions du Newlands Reclamation Act, prises par les médiateurs. À la revendication d'une augmentation de salaire de 20 %, la direction de l'Erie demanda aux employés d'attendre jusqu'en 1915 avant toute augmentation. Cependant W.G. Lee, président de la corporation des cheminots, affirmait que la seule façon de négocier avec l'Erie était de passer par la J.P. Morgan & Co. ou par les banques. Underwood respondit depuis sa maison de Wauwatosa, Wisconsin: I am running the Erie Railroad: not George W. Perkins, nor J.P. Morgan & Co., nor anybody else (C'est moi qui dirige l'Erie, et non George W. Perkins, ni J.P. Morgan & Co., ni personne d'autre).
En 1938, l'Erie fut impliqué devant la Cour suprême pour l'affaire de l'Erie versus Tompkins. La plaidoirie de l'Erie, reposait sur l'application de la loi en vigueur dans l'état concerné même si l'affaire était portée devant un tribunal fédéral. Ce cas de figure est toujours étudiée de nos jours dans les écoles américaines de droits. 
Le 15 septembre 1948, le Cleveland Union Terminals Company autorisa l'Erie à utiliser l'Union Terminal adjacent au Terminal Tower au lieu de sa vieille gare. 
L'Erie Railroad fusionna avec le Delaware, Lackawanna and Western Railroad en 1960. La nouvelle compagnie prit le nom d'Erie Lackawanna Railway. En 1976, il intégra Conrail.

## Les locomotives
- L-1 0-8-8-8-0
- Triplex 2-8-8-8-2